# U službi haosa
U službi haosa je epizoda Dilan Doga objavljenja u svesci br. 132. u izdanju Veseli četvrtak. Sveska je objavljena 22.03.2018. godine. Koštala je 270 dinara (2,4 €). Imala je 96 strane. Na početku sveske nalazi se kratak tekst Marka Šelića.

## Originalna epizoda
Originalna epizoda pod nazivom Al servizio del caos objavljena je u br. 341. edicije Dilan Doga koja je izašla u Italiji 29.01.2015. Epizodu su nacrtali Daniele Bigliardo i Angelo Stano, scenario je napisao Roberto Recchioni, a naslovnu stranu nacrtao je Angelo Stano.

## Kratak sadržaj
U ovoj epizodi pojavljuje se Dilanov novi arhi-neprijatelj pod imenom Džon Goust. Goust je vlasnik korporacije Ghost Enterprise koja proizvodi smart telefone sa ciljem da na ulicama izazove haos. Na početku Džonova sekretarica, telohranitelj i lični asistent Elizabet Mun, poziva Dilana Doga da se sretne sa Džonom i ispita misteriozna ubistva povezana sa novim modelom telefona (model 9000, verovatna aluzija na HAL-a 9000 iz Odiseje: 2001, filma Stenli Kjubrika), koji je Džonova firma upravo izbacila na tržište. Iako ne voli telefone, Dilan će morati da koristi tu paklenu napravu da bi rešio slučaj. Telefon poseduje i personalnog asistenta sa veštačkom inteligencijom Irmu (najverovatnije aluzija na ajfonovu Siri), čime Gručo dobija nekoga ko će se smejati njegovim šalama.

## Značaj epizode
Epizoda predstavlja očiglednu aluziju na popularno shvatanje neoliberalnog ekonomskog poretka u kome velike svetske sile eksploatišu siromašne narode. Telefoni se proizvode u siromašnim zemljama sa jeftinom radnom snagom. U njihovoj izradi učestvuju maloletnici. Nivo zaštite radničkih prava daleko je niži od nivoa zaštite u razvijenim zemljama (kao npr. Velika Britanija). Nove tehnologije se ovde mešaju sa drevnim i mističnim ritualima (o kojima Dilanu priča Maksvel Irving). Svaki mobilni telefon je zapravo “krvavi dijamant” budući da je proizveden uz ljudsku žrtvu pripadnika siromašnog sveta.
Haos koji nastaje na ulicama Londona takođe ima svoje objašnjenje u potrebi svetskih sila za svetskom dominacijom. Pametnim telefonima korporacije žele da od ljudi naprave zombije koji neće moći da autonomno razmišljaju, već će biti svedeni na mašine za uništavanje. Iako rade za profit, korporacije nisu autonomne, već rade za vlade velikih sila. Iako je vlasnik Ghost Enerprise, Goust je zapravo u službi njenog veličanstva, britanske kraljice, kojoj se klanja na kraju epizode. Cilj velikih sila je da kroz savremene tehnologije najpre izazovu haos kako bi onda mogli da se pojave kao spasioci i uspostave poredak.
Ipak, ova epizoda po svojoj osnovnoj ideji veoma podseća na 5. epizodu pod naslovom Ubice iz 1987. godine.

## Specifičnosti epizode
U ovoj epizodi srećemo par poznatih ličnosti. Prvo se pojavljuje slavni kuvar poganog jezika Gordon Remzi, a potom i legenda strip scene Alan Mur. Ne gostuje ovde ni kao scenarista ni imenom već su autori iskoristili njegov izgled za lik ekscentričnog dizajnera Maksvela Irvinga koji je dizajnirao pomenuti mobilni telefon. Toliko je dobro nacrtan i napisan da preti da ukrade svetlo pozornice i Džonu Goustu u ovoj epizodi.
Dok se voze nazad u London, Dilan na radiju sluša hevi metal kompoziciju "Raining Blood" grupe The Slayer. Pesma je verovatna aluzija na prinošenje žrtve u krvi, koju mu je neposredno pre toga ispričao tvorac telefona Maksvel.

## Prethodna i naredna epizoda
Pre ove, objavljena je epizoda Dobrodošli u Vikedford (februar 2018), a posle nje epizoda Muško srce (april 2018).